# Evviva il pericolo!
Evviva il pericolo! (Welcome Danger) è un film del 1929 diretto da Clyde Bruckman e, non accreditato, da Malcolm St. Clair. Interpretato da Harold Lloyd, il film è noto per essere stato il suo primo sonoro.

## Trama
Harold Bledsoe, uno studioso di botanica, è chiamato a San Francisco dove suo padre defunto è stato capo della polizia e deve prendere un criminale di Chinatown, il drago, e ci riesce.